# Frederic al IV-lea de Holstein-Gottorp
Ducele Frederic al IV-lea de Holstein-Gottorp  (18 octombrie 1671 – 19 iulie 1702) a fost Duce de Schleswig.